# Gongronema multibracteolatum
Gongronema multibracteolatum är en oleanderväxtart som beskrevs av Ping Tao Li och X. M. Wang. Gongronema multibracteolatum ingår i släktet Gongronema och familjen oleanderväxter. Inga underarter finns listade i Catalogue of Life.